# Abdullah Fočak
Šejh Abdullah ef. Fočak (Sarajevo, 1. siječnja 1933. – Sarajevo, 9. ožujka 1991.), bosanskohercegovački je teolog bošnjačkog podrijetla, šejh nakšibendijskog tarikata, prvi po redu tajnik Tarikatskog centra u BiH.

## Životopis
Abdullah Fočak je rođen 1. siječnja 1933. godine u Sarajevu. U ranoj mladosti je primio tarikat od šejha Abdullatifa ef. Hadžimejlića. Poslije njegove smrti veže se za njegovog sina šejha Behauddina ef. Hadžimejlića. Početkom 1970-tih, šejh Hadžimejlić mu daje izun za obavljanje zikra po nakšibendijskom usulu, koji je obavljao u tekiji Nadmlini u Sarajevu, koja je zaslugom Abdullaha Fočaka otvorena 1978. godine. U tekiji u Visokom je 3. prosinca 1983. proglašen za šejha nakšibendijskog tarikata.
Godine 1980. Fočak odlazi u Konyu gdje susreće derviše mevlevijskog tarikata. Od njih prima teberuken tarikat i dobiva izun za vođenje zikra po mevlevijskom usulu, koji se obavljao od 1981. godine u nakšibendijskoj tekiji Nadmlini u Sarajevu. Bio je bio jedan od rijetkih učača Bedrije u Sarajevu. 
Od 1970., zajedno sa šejhom Fejzulahom pokreće proces vraćanja tarikata u okvire Islamske zajednice. Godine 1975. biva postavljen za tajnika Povjereništva za Bosnu i Hercegovinu Saveza islamskih derviških redova Jugoslavije. Na povijesnom sastanku predstavnika Islamske zajednice i šejhova u Bosni i Hercegovini održanom 30. svibnja 1977. godine, na kojem je osnovan Tarikatski centar, dobio je mjesto tajnika Tarikatskog centra. Zajedno sa šejhom Fejzulahom Hadžibajrićem je pripremao i vodio akademiju Šebi Arus i uređivao Glasilo Tarikatskog centra.
Abdullah Fočak je umro u Sarajevu, 9. ožujka 1991. godine. Ukopan je u Vukeljićima, neposredno uz turbe šejh Huseina Zukića.

## Vanjske poveznice
- Šejh Abdullah ef. Fočak